# Тамара (ім'я)
Тамара — це жіноче ім'я давньоєврейського походження, яке походить від слова «тамар», що перекладається як «фінікова пальма». У розмовній формі ім'я може звучати як Тома, а в Ізраїлі часто використовується варіант Теммі.

## Історія
У біблійних текстах Тамара є історичною постаттю. Вона згадується у різних контекстах, але найбільш відома її історія пов'язана з дочкою царя Давида, яка стала жертвою сексуального насильства з боку свого брата Авнона. Тамара вважається символом жіночого страждання і підкреслює складні аспекти гендерних відносин і влади.
Ім'я Тамара поширилося і на території Європи. В середньовіччі та ренесансі ім'я Тамара часто асоціювалося зі східними екзотичними країнами та епохою християнської хрестової війни. Його використовували в літературі та поезії для створення образів далеких і загадкових місць.
В Грузії ім'я Тамара є особливо важливим. Це було ім'ям кількох видатних грузинських монархів, зокрема Тамари Великої (Тамар Мепісашвілі), яка правила в XII столітті й відома своєю сильною владою та діловими досягненнями.
У сучасному світі ім'я Тамара залишається популярним в багатьох країнах. Воно може мати різні варіації написання та вимови в залежності від культурних та мовних особливостей кожної країни.